# ضحاية (حبيش)
ضحاية محلة تابعة لقرية هجار، التابعة لعزلة بني الضاحتين بمديرية حبيش إحدى مديريات محافظة إب في الجمهورية اليمنية، بلغ تعداد سكانها 348 حسب تعداد اليمن لعام 2004.